# De eerste keer
"De eerste keer" ("A primeira vez") foi a canção que representou os Países Baixos no Festival Eurovisão da Canção 1996 que teve lugar em Oslo, Noruega em 18 de maio desse ano.
A referida canção foi interpretada em neerlandês por Maxine & Franklin Brown. Foi a décima-quinta canção a ser interpretada na noite do festival, a seguir à canção eslovena "Dan najlepših sanj", interpretada por Regina e antes da canção belga, "Liefde is een kaartspel",  cantada por Lisa del Bo.Terminou a competição em sétimo lugar, tendo recebido um total de 78 pontos. No ano seguinte, em 1997, os Países Baixos foram representados por Mrs. Einstein que interpretou o tema "Niemand heeft nog tijd".

## Letra
A canção é um número moderado de uptempo, com duo cantando sobre um eventual regreso a uma relação que tinha acabado já alguns anos. Eles descrevem os seus sentimentos durante aquele relacionamento e concluem que eles deveriam verem-se outra vez um autro outra vez, tentando começar tudo como da "primeira vez".

## Outras versões
O duo gravou também uma versão em inglês desta canção intitulada "Way back when".
- "Way back when" (inglês)